# Don Scott
Don Scott (n. 23 iulie 1928, Derby, Anglia, Regatul Unit – d. 13 februarie 2013, Derby, Anglia, Regatul Unit) a fost un boxer ce a reprezentat Regatul Unit al Marii Britanii și al Irlandei de Nord, medaliat olimpic. A participat la o ediție a Jocurilor Olimpice (1948) în care a câștigat o medalie de argint.

## Participări
Lista de mai jos prezintă principalele competiții la care a participat Don Scott de-a lungul carierei.
- boxing at the 1948 Summer Olympics – light heavyweight[*]